# Oktober 2002
Dit artikel geeft een chronologisch overzicht van alle belangrijke gebeurtenissen per dag in de maand oktober van het jaar 2002.

## Gebeurtenissen

### 1 oktober
- Irak - Irak gaat akkoord met de terugkeer van de wapeninspecteurs.

### 2 oktober
- 2 tot 25 oktober: Verenigde Staten - De streek rond Washington D.C. wordt geterroriseerd door twee sluipschutters. Zij treffen mensen met één kogel vanaf grote afstand. Er zijn tien mensen omgekomen en drie gewond. De sluipschutters zijn na een grootscheepse klopjacht gevat.

### 6 oktober
- Voor de kust van Jemen vindt er een explosie door een terreuraanslag plaats op de Franse olietanker Limburg. Eén Bulgaars bemanningslid komt hierbij om het leven, de rest van de bemanning blijft ongedeerd. De olietanker brandt volledig uit.

### 7 oktober
- Finland - Bij een bomaanslag in het drukke winkelcentrum van Vantaa komen zeven mensen om het leven. De aanslag werd gepleegd door een 19-jarige scheikundestudent.

### 9 oktober
- Europese Unie - De Europese Commissie stelt voor Estland, Letland, Litouwen, Polen, Tsjechië, Slowakije, Hongarije, Slovenië, Cyprus en Malta op 1 januari 2004 tot de Europese Unie toe te laten. Roemenië en Bulgarije zullen nog minstens tot 2007 moeten wachten, voor Turkije is helemaal geen datum bekendgemaakt.

### 10 oktober
- Zweden - De Hongaarse schrijver Imre Kertész wint de Nobelprijs voor de Literatuur.

### 11 oktober
- Zweden - De Amerikaanse ex-president Jimmy Carter wint de Nobelprijs voor de Vrede.

### 12 oktober
- Indonesië - Een bomaanslag bij een nachtclub in Kuta op het Indonesische eiland Bali eist het leven van 202 mensen.

### 13 oktober
- Verenigde Staten - De Britse langafstandsloopster Paula Radcliffe verbeterd bij de Marathon van Chicago het wereldrecord op de klassieke afstand tot 2:17.18.

### 14 oktober
- België - Het Lappersfortbos in Brugge wordt ontruimd door de politie.

### 15 oktober
- Nederland - Prins Claus wordt in Delft bijgezet.

### 16 oktober
- Het kabinet-Balkenende I valt. CDA en VVD zijn van mening dat wegens de aanhoudende interne ruzies binnen die partij, verder samenwerken met de LPF onmogelijk is, en zeggen daarom het vertrouwen in het kabinet op.
- De Senaat stemt in met een wet om de stemprocedure te verbeteren, zodat problemen zoals in Florida tijdens de Amerikaanse presidentsverkiezingen 2000 niet meer voorkomen.
- Het Nederlands voetbalelftal vervolgt de kwalificatiereeks voor het EK voetbal 2004 met een 3-0 overwinning op Oostenrijk. Doelpuntenmakers in het Ernst Happel Stadion in Wenen zijn Clarence Seedorf, Phillip Cocu en Roy Makaay.

### 17 oktober
- Noord-Korea - Noord-Korea geeft toe aan een programma voor de productie van nucleaire wapens te werken.

### 19 oktober
- Ierland - De Ierse bevolking stemt bij referendum vóór het Verdrag van Nice.

### 21 oktober
- Israël - Bij een bomaanslag op een autobus in Noord-Israël komen 14 personen om en raken 50 gewond.

### 22 oktober
- België - Een gasontploffing vindt plaats in een cokesoven in de staalfabriek van Cockerill-Sambre in Seraing bij Luik. Er vallen 2 doden en 27 gewonden.

### 23 oktober
- Rusland - In Moskou houden 50 Tsjetsjeense rebellen meer dan 500 gijzelaars vast in een theater, de rebellen eisen de terugtrekking van het Russische federale leger uit Tsjetsjenië (zie ook 26 oktober).
- VN - De Verenigde Staten dienen een resolutie in bij de Veiligheidsraad die militaire actie tegen Irak mogelijk moet maken als het land niet haar massavernietigingswapens vernietigt (zie Veiligheidsraadresolutie 1441).

### 24 oktober
- Verenigde Staten van Amerika - In de Amerikaanse hoofdstad Washington zijn de vermoedelijke sluipschutters gearresteerd. De opgepakte mannen (John Allen Muhammad en Lee Boyd Malvo) worden verdacht van het doden van tien mensen en het verwonden van drie in de afgelopen dagen.

### 26 oktober
- Rusland - Russische troepen hebben in Moskou het theater bestormd waar sinds 23 oktober Tsjetsjeense rebellen meer dan 500 mensen gegijzeld hielden. Bij de actie sterven 128 gegijzelden en alle 41 gijzelnemers. De slachtoffers zijn voor een groot deel veroorzaakt door het gebruik van zenuwgas of een andere, vergelijkbare substantie door de bestormers.

### 27 oktober
- Europa - De zwaarste storm in jaren treft West-Europa en veroorzaakt 29 doden. De storm bereikt snelheden van 130 tot 158 km/h.
- Brazilië - De socialist Luíz Inácio Lula da Silva wordt met 61 procent van de stemmen gekozen tot nieuwe president. Hij volgt Cardosso op.

### 28 oktober
- Europese Unie - Valéry Giscard d'Estaing legt een ontwerp-grondwet voor de Europese Unie voor.

### 30 oktober
- Rusland - De Belg Frank De Winne en twee Russische kosmonauten worden met een Sojoez-raket gelanceerd vanaf de ruimtevaartbasis Bajkonoer, Kazachstan, met als reisbestemming het internationale ruimtestation ISS.
- Israël - De Israëlische regering beleeft een zware crisis nadat de minister van Defensie Benjamin Ben-Eliezer zijn ontslag heeft aangeboden aan premier Ariel Sharon. Daarmee stapt de hele Arbeiderspartij uit de regeringscoalitie.

### 31 oktober
- Italië - Een zware aardbeving richt veel schade aan, het epicentrum lag in de omgeving van Campobasso en had een kracht van 5,4 op de schaal van Richter. In de stad San Giuliano di Puglia stort het dak van een school in, ongeveer 30 doden vallen te betreuren.

## Overleden
<< · januari · februari · maart · april · mei · juni · juli · augustus · september · oktober · november · december · >>